# Durio lanceolatus
Durio lanceolatus Mast., 1875 è un albero della famiglia delle Malvacee.

## Descrizione
L'albero può raggiungere l'altezza di 55 metri. I frutti non sono commestibili.

## Conservazione
La Lista rossa IUCN classifica Durio lanceolatus come specie prossima alla minaccia di estinzione (Near Threatened).